# Etta Jones
Etta Jones (n. Aiken, Carolina del Sur; 25 de noviembre de 1928 – f. Mount Vernon, New York; 16 de octubre de 2001), fue una cantante de jazz estadounidense. No debe ser confundida con la cantante Etta James, ni tampoco con la artista, de nombre similar, miembro del grupo Dandridge Sisters, quien grabó con Jimmy Lunceford y fue la primera esposa de Gerald Wilson. Sus discos más conocidos son Don't Go To Strangers y Save Your Love For Me.
Su carrera profesional comenzó a los dieciséis años en la orquesta de Buddy Johnson con el pianista Leonard Feather, quien posteriormente la convocó para grabar sesiones de blues para el sello Black & White con un grupo liderado por el clarinetista Barney Bigard. Ganó el concurso de cantantes en el Teatro Apollo de Harlem en 1945, como antes lo consiguieran Nancy Wilson, Ella Fitzgerald, Sarah Vaughan. Los dos años siguientes estuvo trabajando en el club Onyx de la Calle 52 en New York, con músicos conducidos por el pianista Luther Henderson.
Entre 1949 y 1952, trabajó con el sexteto del pianista Earl Hines y en 1960, tras algunos años inactiva, graba el álbum Don't Go To Strangers con Frank Wess y Roy Haynes para el sello Prestige. En 1965 firma con el sello Roulette, grabando un disco con el guitarrista Kenny Burrell. Posteriormente, en 1976 se pasa al sello Muse con el director musical y amigo, el saxofonista Houston Person. En 1987 graba un homenaje a Billie Holiday titulado Fine and Mellow, y otro disco dedicado a las composiciones de Buddy Johnson en 1998 en el sello High Note con el título My Buddy: Songs of Buddy Jonson.
Etta Jones ha trabajado con artistas como Buddy Johnson, Oliver Nelson, Earl Hines, Barney Bigard, Kenny Burrell, Milt Jackson, Cedar Walton y el saxofonista Houston Person.

## Premios y reconocimientos
Ha conseguido varias nominaciones a los Grammy por los discos Don't Go to Strangers (1960), Save Your Love for Me (1981), My Buddy (1999), Etta Jones Sings Lady Day (2003) a título póstumo. En 2008 el álbum Don't Go to Strangers es incluido en la List of Grammy Hall of Fame Award recipients A-D.

## Discografía
Ha grabado su propia discografía, así como ha participado en abundantes discos acompañando a otros destacados músicos a lo largo de seis décadas de vida musical.
- 1960 Don't Go to Strangers
- 1961 So Warm
- 1961 Etta Jones and Strings
- 1961 Love Is the Thing
- 1961 Something Nice
- 1962 Hollar!
- 1962 From the Heart
- 1962 Lonely and Blue
- 1963 If You Could See Me Now
- 1963 Love Shout
- 1965 Etta Jones Sings
- 1975 Etta Jones '75 20th
- 1976 Ms. Jones to You
- 1977 My Mother's Eyes
- 1981 Save Your Love for Me
- 1987 I'll Be Seeing You
- 1987 Fine and Mellow
- 1990 Christmas with Etta Jones
- 1992 Sugar
- 1993 Reverse the Charges
- 1994 My Gentleman Friend
- 1995 At Last
- 1997 The Melody Lingers On
- 1998 My Buddy: Songs of Buddy Johnson
- 1999 All the Way
- 2000 Easy Living
- 2001 Etta Jones Sings Lady Day
- 2004 Night in Roppong: Live in Japan
- 2011 
  - The Way We Were
  - Don't Go to Strangers/Something Nice
  - Love Me with All Your Heart 	Muse
  - The Complete 1944-1960 	Harmonia Mundi